# Chiesa di Santa Croce (Vinci)
La chiesa di Santa Croce è un edificio sacro situato a Vinci (FI).

## Storia e descrizione
Di origine duecentesca, restaurata più volte nel corso dei secoli, non conserva più la struttura originaria. I lavori in stile neorinascimentale eseguiti negli anni 1925-1935 le hanno conferito l'aspetto attuale.
L'interno è a tre navate suddivise in campate nelle cui testate vi sono due cappelle dedicate a Sant'Andrea e al Santissimo Sacramento. Nella parete destra si trova la cappella del Battistero, risistemata nel 1952 con il ripristino dell'antico fonte battesimale.
A sinistra, la Cappella del Crocifisso con un antico crocifisso ligneo, le reliquie della Santa Croce e un'immagine dell'Addolorata oggetto di grande devozione popolare. Il crocifisso risale alla prima metà del Quattrocento, mentre il Cristo morto giacente è datato 1614.
Tra i dipinti si segnalano una cinquecentesca Natività della Vergine di Francesco Brina (1562), la Vergine del Rosario alla maniera di Matteo Rosselli (dalla Badia Fiorentina), la Maddalena e il santissimo nome di Maria di scuola fiorentina del Sei-Settecento, il Miracolo di san Biagio attribuito a Gaetano Piattoli (1756 circa, altare Alessandri) e un'Adorazione dei Magi di Pier Dandini (pure dalla Badia Fiorentina).
Appartenente allo stesso complesso dell'antico Castello dei Conti Guidi, la chiesa parrocchiale di Santa Croce è ricca di memorie di interesse per la storia locale. Di origine romanica, varie volte ristrutturata, ospita il fonte battesimale presso il quale si narra sia stato battezzato Leonardo da Vinci.

## Il battistero

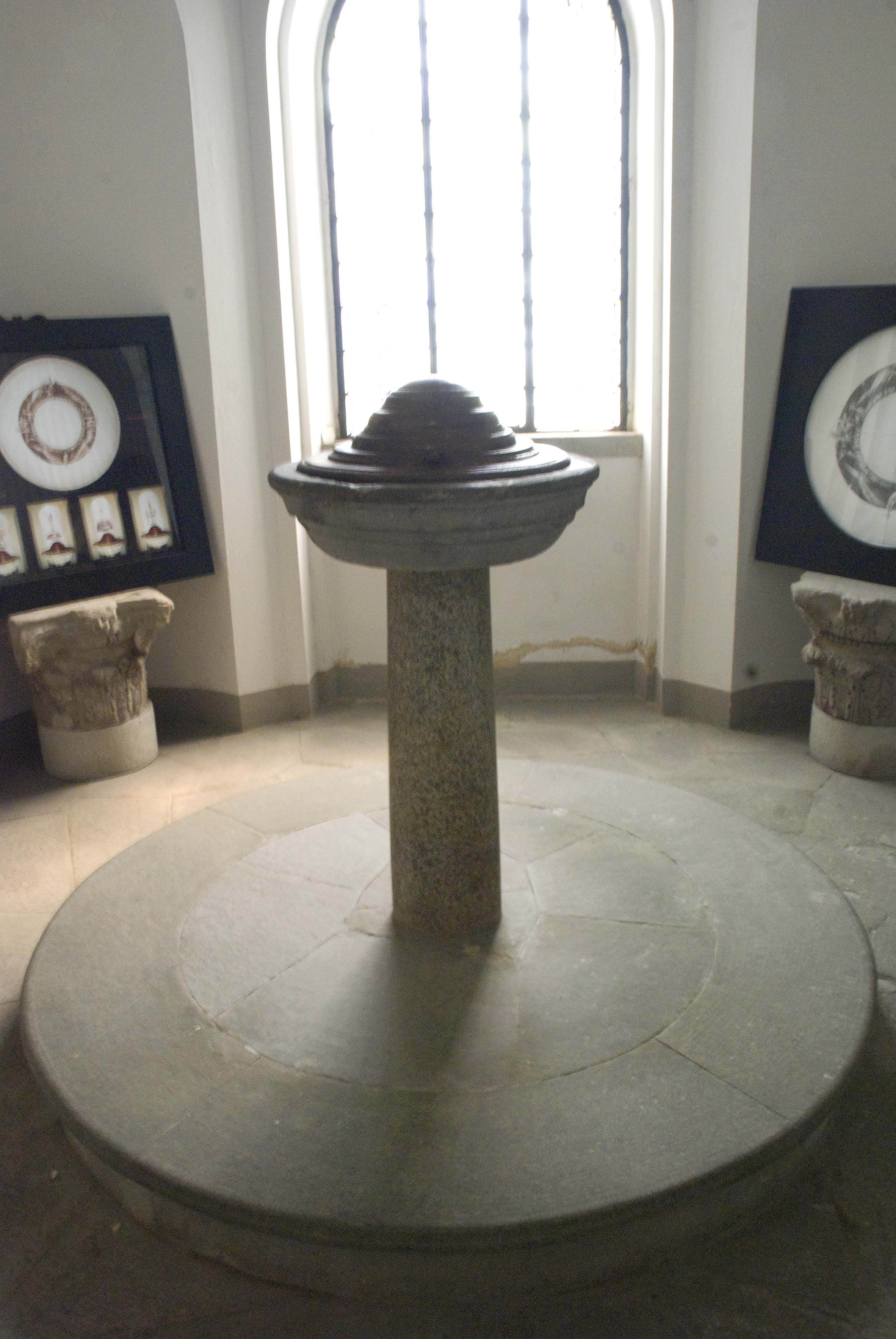
Il fonte battesimale in cui fu battezzato Leonardo da Vinci

Ricavato nei locali dell'oratorio della Compagnia del Corpus Domini, fu inaugurato il 15 aprile 1952 durante le celebrazione per i 500 anni dalla nascita di Leonardo da Vinci. Al centro del vano ottagonale, progetto di Ugo Giulio Arata, è conservato l'antico fonte battesimale, in cui si ritiene che il 16 aprile 1452 il parroco Piero di Bartolomeo Cecci abbia battezzato Leonardo da Vinci.
Sulla parete destra troviamo una lapide in cui si ricordano sia il luogo che la data della nascita di Leonardo, tratte da un documento del nonno Ser Antonio da Vinci. L'ambiente è stato inoltre recentemente arricchito dalle opere scultoree in lega metallica realizzate dall'artista Cecco Bonanotte ispirate alla storia della salvezza.